# Сно, Эвандер
Эвандер Сно (нидерл. Evander Sno; родился 9 апреля 1987, Дордрехт) — нидерландский футболист, завершивший игровую карьеру, выступал на позиции полузащитника.

## Ранние годы
Эвандер Сно родился 9 апреля 1987 года в городе Дордрехт, в провинции Южная Голландия. С одиннадцати лет он играл в футбол за детскую команду клуба ДВС из Амстердама. В 2005 году Сно стал игроком юношеского состава амстердамского «Аякса».

## Клубная карьера
В возрасте 18 лет Эвандер стал игроком роттердамского «Фейеноорда», но в основной команде юный полузащитник так и не сыграл. В 2005 году Сно был отдан в аренду клубу НАК Бреда, в составе которого он провёл 14 матчей чемпионата Нидерландов сезона 2005/06.
После возвращения в «Фейеноорд» Эвандер был продан шотландскому «Селтику», сумма трансфера составила 400 тысяч евро. Его дебют в клубе состоялся в матче третьего раунда на Кубок шотландской лиги против «Сент-Миррена». В чемпионате Шотландии Сно дебютировал 23 сентября 2006 года в матче против «Рейнджерс». В этом матче Эвандер вышел на замену вместо японца Сюнсукэ Накамуры, матч завершился поражением «Селтика» со счётом 2:0.
Свой первый мяч в чемпионате Шотландии за «Селтик» Эвандер забил в 26 ноября 2006 года в матче против «Хиберниана». В составе «Селтика» Эвандер стал двукратным чемпионом Шотландии (2007, 2008) и обладателем одного кубка Шотландии (2007), всего за «Селтик» Сно забил один мяч в 21 матче.
В конце августа 2008 года Эвандер стал игроком амстердамского «Аякса», подписав с командой контракт на три года. Его дебют состоялся 30 августа в матче чемпионата против «Виллема II», завершившемся гостевым поражением «Аякса» со счётом 2:1. Сно начал игру в основном составе; на 23 минуте он отдал голевой пас на Миралема Сулеймани, а на 83-й был удалён с поля.
Дебютным голом 21-летний полузащитник отметился 9 ноября в игре со «Спартой». Примечательно, что Эвандер вышел на замену на 38-й минуте вместо травмированного Класа-Яна Хюнтелара, а уже на 42-й поразил ворота соперника. Матч завершился крупной победой амстердамцев со счётом 5:2.
1 сентября 2009 года, Эвандер был отдан в аренду до 30 июня 2010 года английскому «Бристоль Сити».
Сно, вернувшись из аренды, был вынужден выступать за резервную команду «Йонг Аякс». 6 сентября он провёл первую официальную игру в сезоне, отыграв пол матча против резервного состава «Хераклеса». Во время следующей игры против молодёжного состава «Витесса», состоявшейся 13 сентября, у Эвандера прямо во время матча случился сердечный приступ. Медики тут же провели необходимые процедуры, включающие искусственное дыхание и непрямой массаж сердца, после чего футболист пришёл в сознание. Сно немедленно был доставлен в больницу, где прошёл дополнительное обследование. Уже на следующий день, 14 сентября, он был перевезён из Арнема в одну из больниц Амстердам. В октябре Эвандер вернулся к тренировкам клуба, а 15 ноября уже провёл неполный матч в кубковой игре против резервной команды «Фейеноорда».

## Карьера в сборной
В составе олимпийской сборной Нидерландов Эвандер дошёл до четвертьфинала Олимпийских игр в Пекине 2008. В четвертьфинальном матче Нидерланды уступили будущим победителям олимпиады сборной Аргентины со счётом 2:1. В своём первом матче на Олимпиаде, против сборной Нигерии, Эвандер был удалён с поля.

## Достижения
- Чемпион Шотландии: 2006/07, 2007/08
- Обладатель Кубка Шотландии: 2007